# Aqua Martia

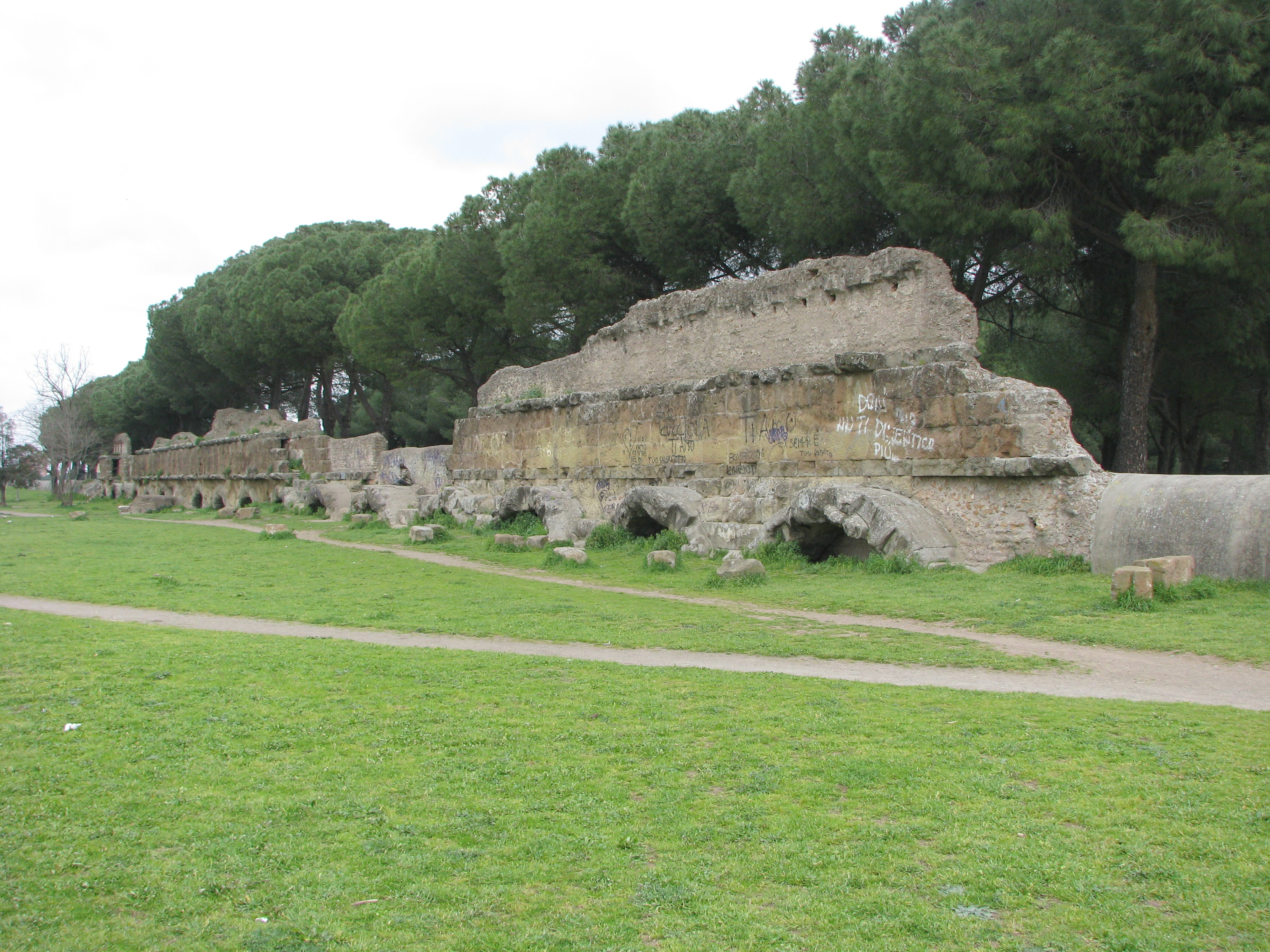
Aqua Martia Romavecchia közelében

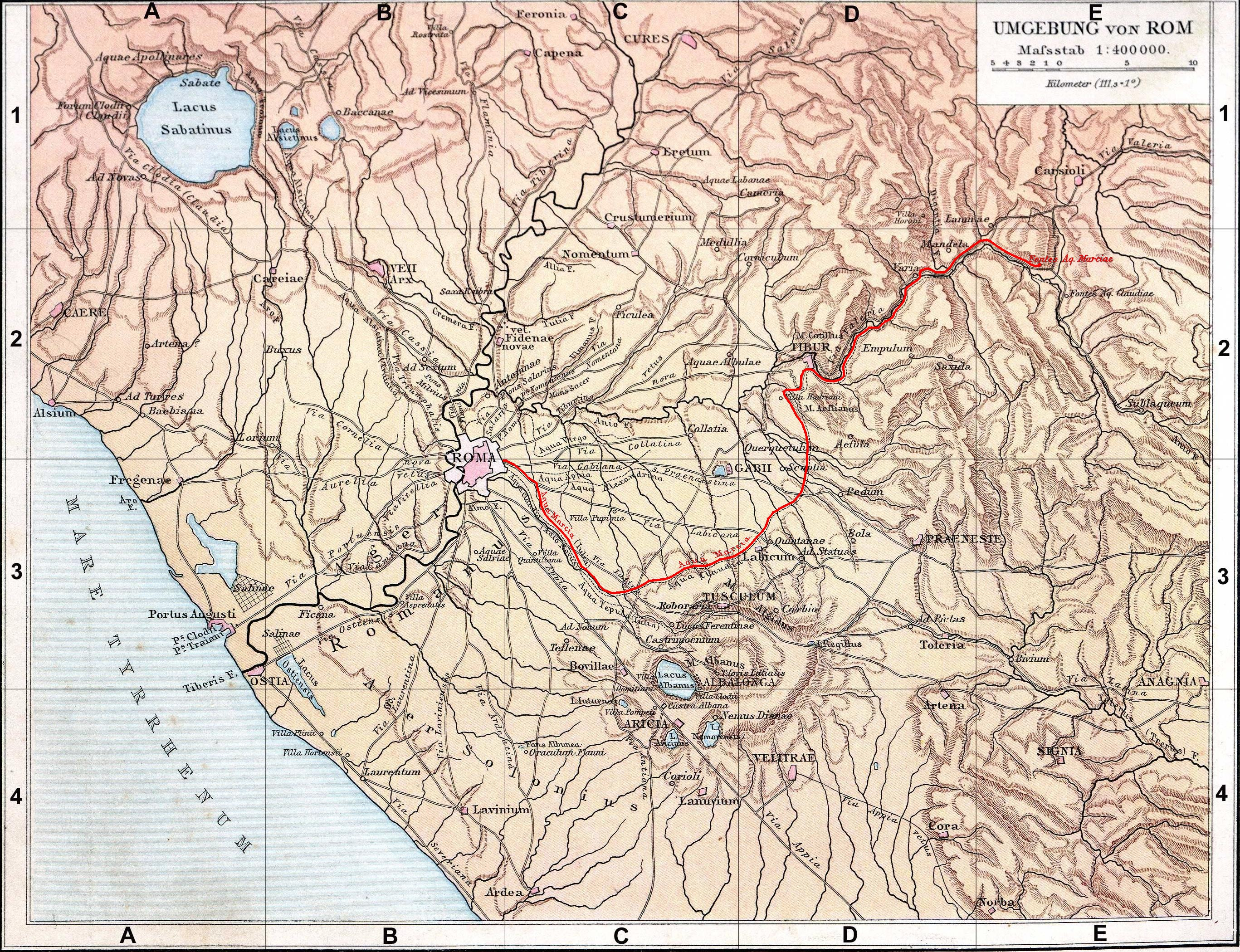
Aqua Martia nyomvonala Rómán kívül

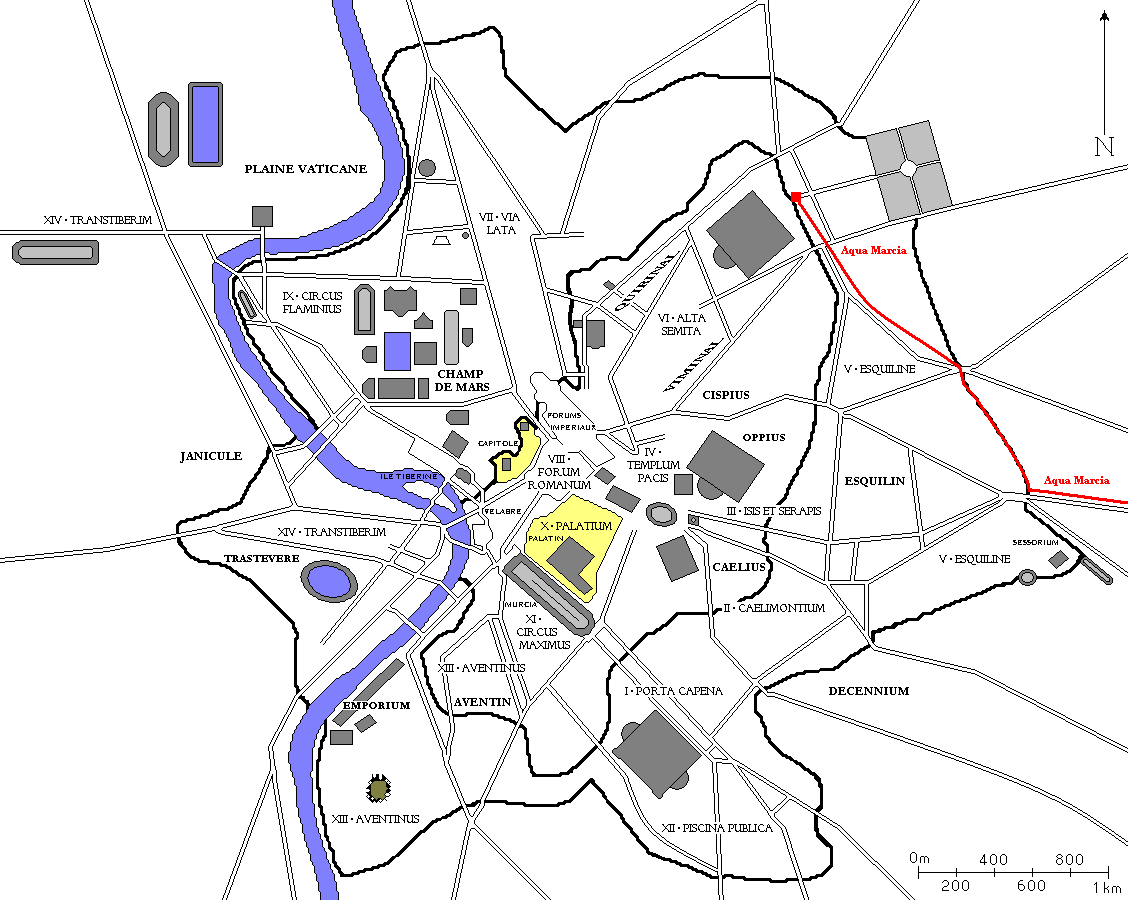
Aqua Martia nyomvonala Rómán belül

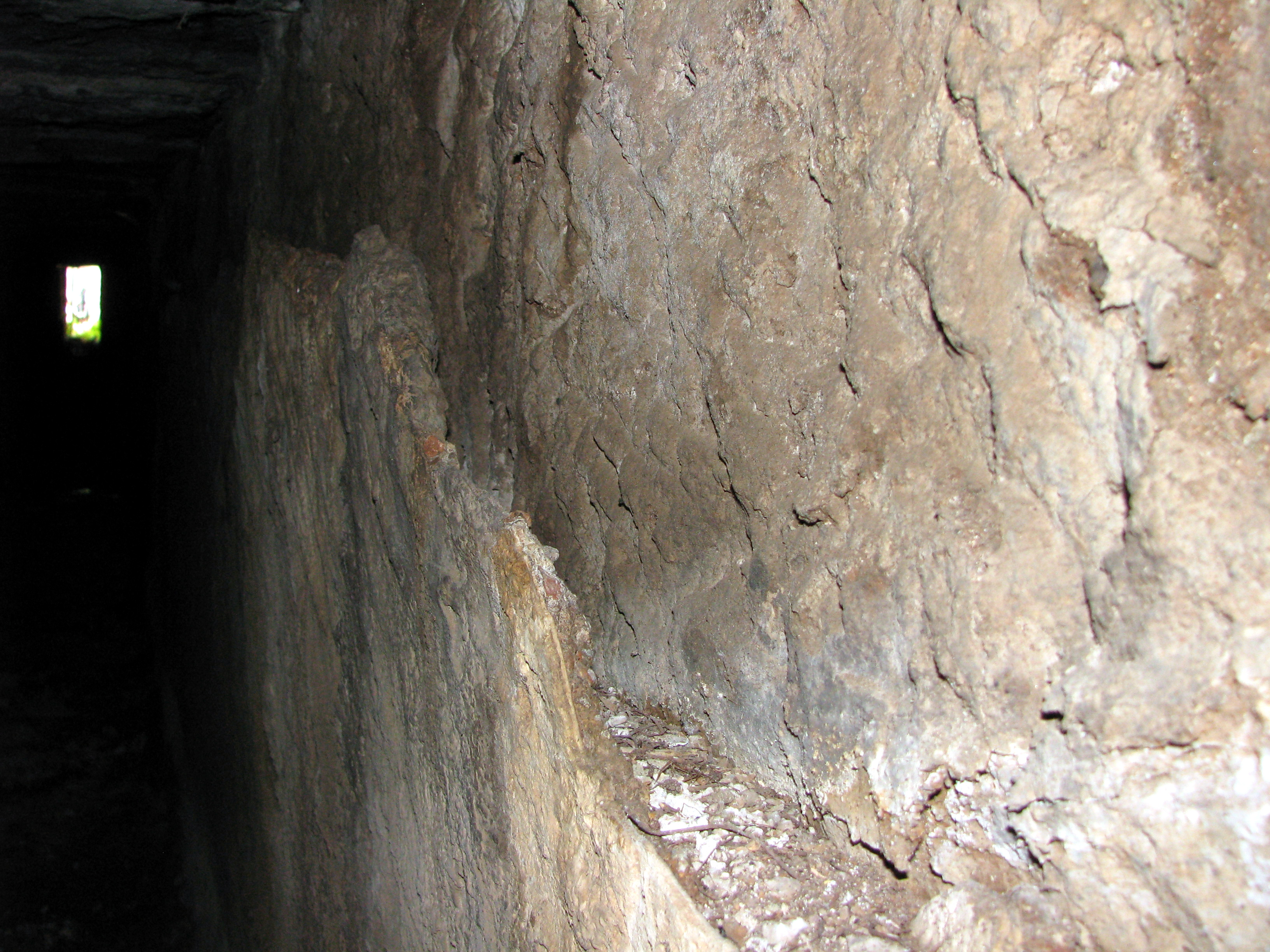
A csatorna falazata, vízálló habarccsal illesztett kövek

Az Aqua Martia 91 kilométeres vízvezeték, a leghosszabb, ami az ókori Rómát vízzel látta el. I. e. 144 és i. e. 140 között épült, Quintus Martius Rex kezdeményezésére. A víz az Anio-völgyből származott, ahonnan több más vezeték is indult, így az Anio Vetus, az Anio Novus és az Aqua Claudia. A környék mai vízbázisa is erre a vízre épül, a vezeték nevezetes volt hideg és tiszta vizéről. Róma városának területére a Porta Triburtina mellett lépett be a Via Triburtina nevű útról, itt az Aurelianus-féle fal mellett, majd Róma északi részén a Viminalis-domb, az Aventinus és a Capitolium irányában haladt.
A vezeték építésének költségeit nagyrészt az i. e. 146. év hódításai fedezték, így a Corynthus városába vezetett expedíció és a harmadik pun háború lezárása. A vízvezeték fontos elemét képezte az infrastruktúrának és lehetővé tette a lakosság lélekszámának gyarapodását. A vezetéket Marcus Agrippa i. e. 33-ban javíttatta, majd Augustus újra. Az Aqua Augusta bekapcsolásával vízhozama megnövekedett, mégis nagy kihasználtsága miatt végpontján már alig szállított vizet. Kapacitását Frontinus adatából ismerjük, i. sz. 97-ben napi 187 600 köbméter volt.

## Fordítás
- Ez a szócikk részben vagy egészben  az   Aqua Marcia című angol Wikipédia-szócikk fordításán alapul.  Az eredeti cikk szerkesztőit annak laptörténete sorolja fel. Ez a jelzés csupán a megfogalmazás eredetét és a szerzői jogokat jelzi, nem szolgál a cikkben szereplő információk forrásmegjelöléseként.